# Ratón

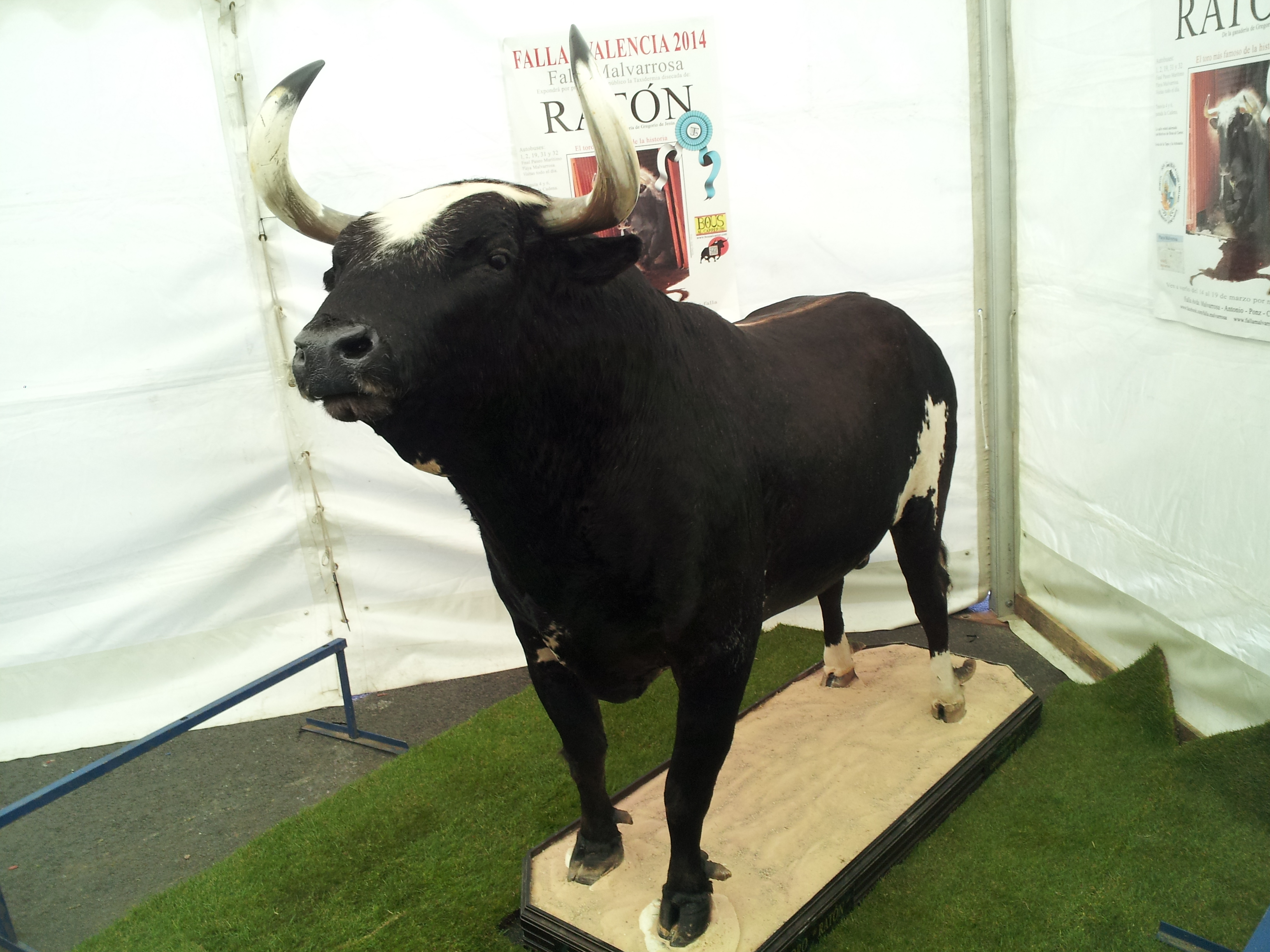
Ratón opgezet

Ratón (april 2001 - 24 maart 2013) was een Spaanse stier. Hij werd gefokt op de stoeterij Gregorio de Jezús. Ráton werd berucht doordat hij buitengewoon agressief was tijdens stierengevechten en zijn gedrag in totaal drie mensen het leven kostte. Daarnaast heeft hij ook meerdere mensen verwond. Hij woog ongeveer 500 kilo en was voornamelijk zwart met wat witte accenten op zijn buik. Zijn naam betekent in het Nederlands, muis. In augustus 2011 had hij naar verluidt 2000 volgers op Facebook.
Ratón werd in 2006 bekend door tijdens een fiesta in Puerto de Sagunto, een deel van Sagunto in de Spaanse provincie Valencia, een man op meerdere plaatsen in zijn lichaam te doorboren. De man overleed aan zijn verwondingen. Dit leverde de stier veel publiciteit op, maar al eerder had Ratón bij incidenten van verschillende ernst zijn gevaarlijkheid bewezen. De schokkende beelden van dit voorval gingen de gehele wereld over en vestigde Ratóns reputatie als een zogenaamde "moordenaar". Ironisch genoeg legde dat zijn eigenaar geen windeieren. De gage voor een optreden van Ratón ging 12 keer over de kop. De toegangsprijzen op fiesta's, waar Ratón optreedt, kon met een factor twee worden verhoogd van 6 euro naar 12 euro. De eigenaar van de stier kon tot 8.000 euro per optreden vragen.
In vergelijking met collega-stieren was de kracht van Ratón zijn sluwheid. "Hij rende niet als een dolle achter alles aan, maar analyseerde eerst zijn omgeving en wachtte vervolgens het juiste moment af voordat hij aanviel.”
In 2010 verklaarde zijn eigenaar dat hij de mogelijkheid onderzocht om de stier te laten klonen.
Op 13 augustus 2011 was Ratón verantwoordelijk voor de dood van een derde jongeman. Deze had tijdens het feest van Xàtiva in benevelde toestand het strijdperk betreden en was vervolgens door Ratón op de hoorns genomen en doorboord.
Ratón stierf op 24 maart 2013 een rustige dood op zijn eigen boerderij.

## Voetnoten
1. ↑  (es)  elnortedecastilla.es: Fallece un joven tras ser golpeado por el toro "Ratón" en Xàtiva
2. ↑  (es)  Muere ‘Ratón’, el toro estrella
3. ↑  Beruchte Spaanse stier Ratón overleden Telegraaf, 25 maart 2013